# La Juderia
La Juderia est l'ancien quartier juif de la ville de Rhodes, en Grèce. Le quartier était habité par des Juifs séfarades, parlant le ladino.

## Histoire

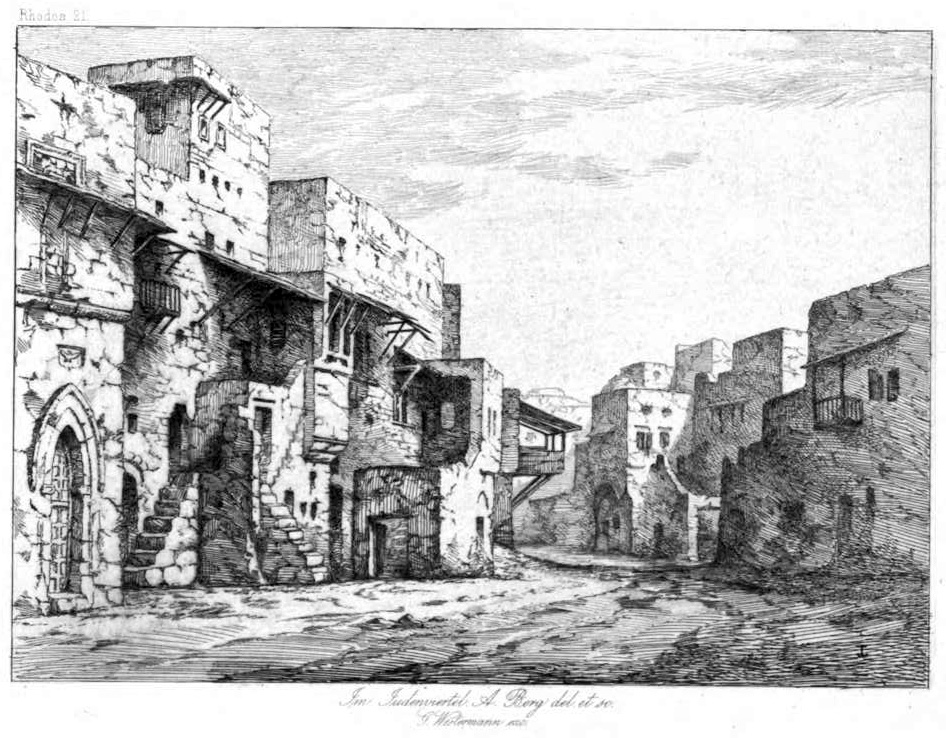
Représentation de la Juderia de Rhodes (1861)

Bien qu'il y ait eu une certaine présence juive sur l'île de Rhodes, depuis près de 2 000 ans,, les habitants de La Juderia ne sont arrivés qu'au XVIe siècle, après avoir été expulsés d'Espagne.  
Les Juifs de Rhodes ont prospéré jusqu'à ce que les persécutions du fascisme italien commencent, dans les années 1930 puis avec le nazisme. À son apogée, la population du quartier juif était de plus de 4 000 habitants. 

## Géographie et caractéristiques

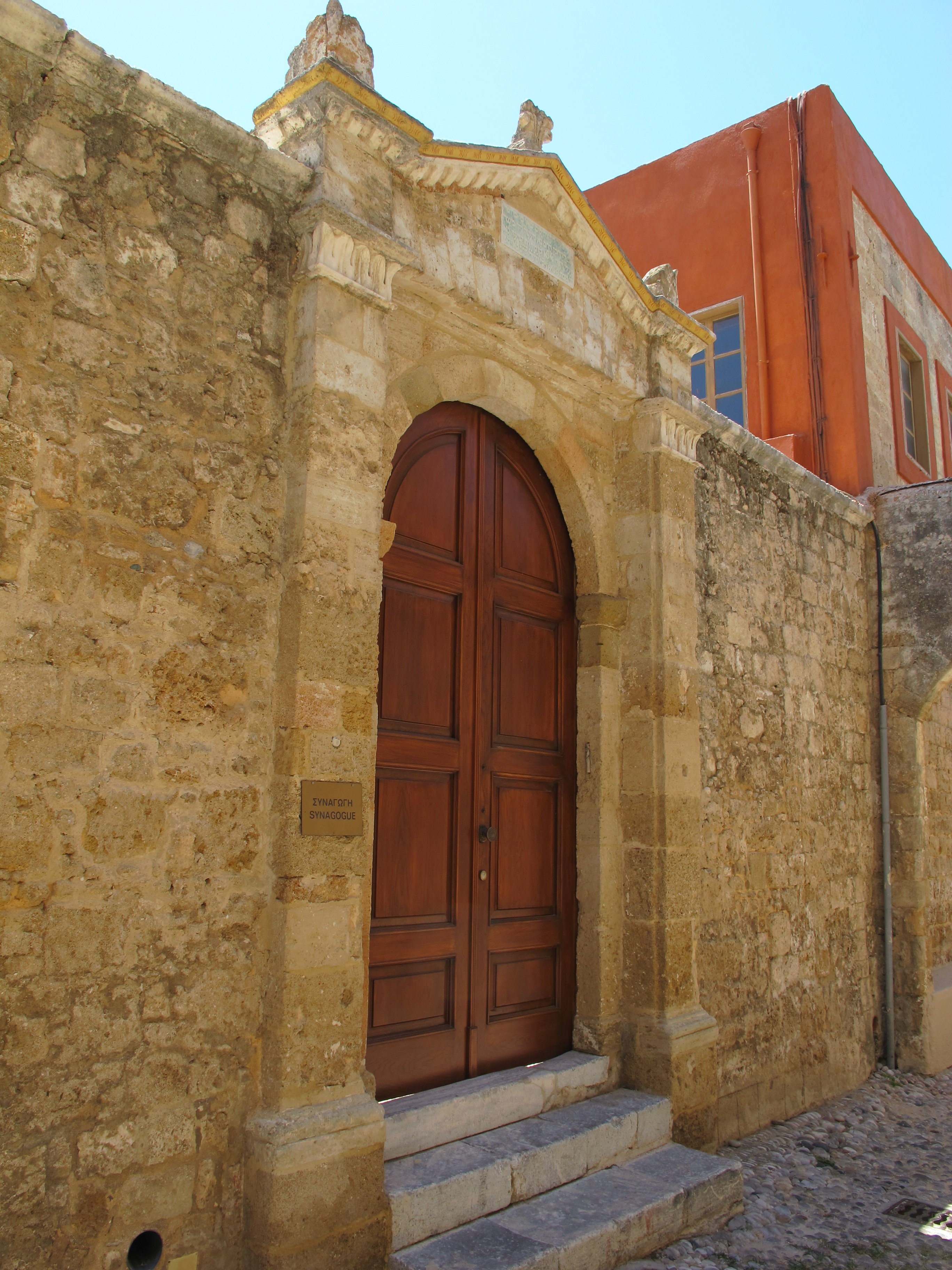
Porte d'entrée de la synagogue Kahal Shalom.

La Juderia est située dans la partie orientale de la vieille ville de Rhodes, près d'un quai utilisé par les bateaux de croisière. Elle est principalement centrée sur la rue Dossiadou où se trouve la synagogue Kahal Shalom, le seul lieu de culte juif restant sur l'île des six qui s'y trouvaient autrefois, ainsi que le musée juif de Rhodes. 
Le quartier comprend également le square des martyrs juifs, qui rend hommage aux Juifs de Rhodes, morts pendant la Shoah, situé près du cœur du quartier, l'école de l'Alliance Israélite Universelle (AIU), l'ancien site de la synagogue Kahal Grande, et un certain nombre de plaques dans tout le quartier en ladino, hébreu et italien.  
En dehors de la Juderia, se trouve le cimetière juif de Rhodes, qui date du XVIe siècle et qui est l'un des mieux préservés d'Europe. 

## Galerie

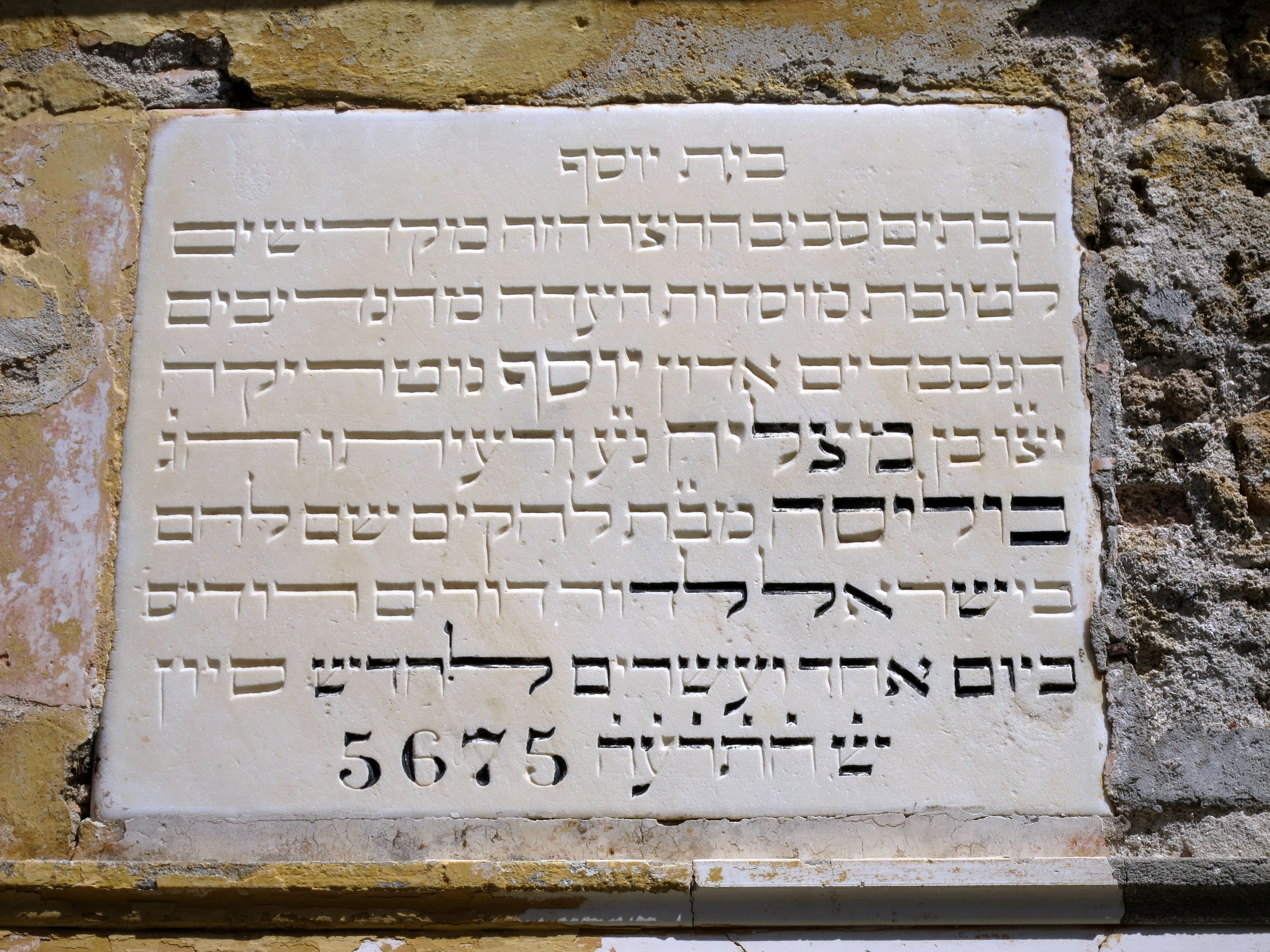
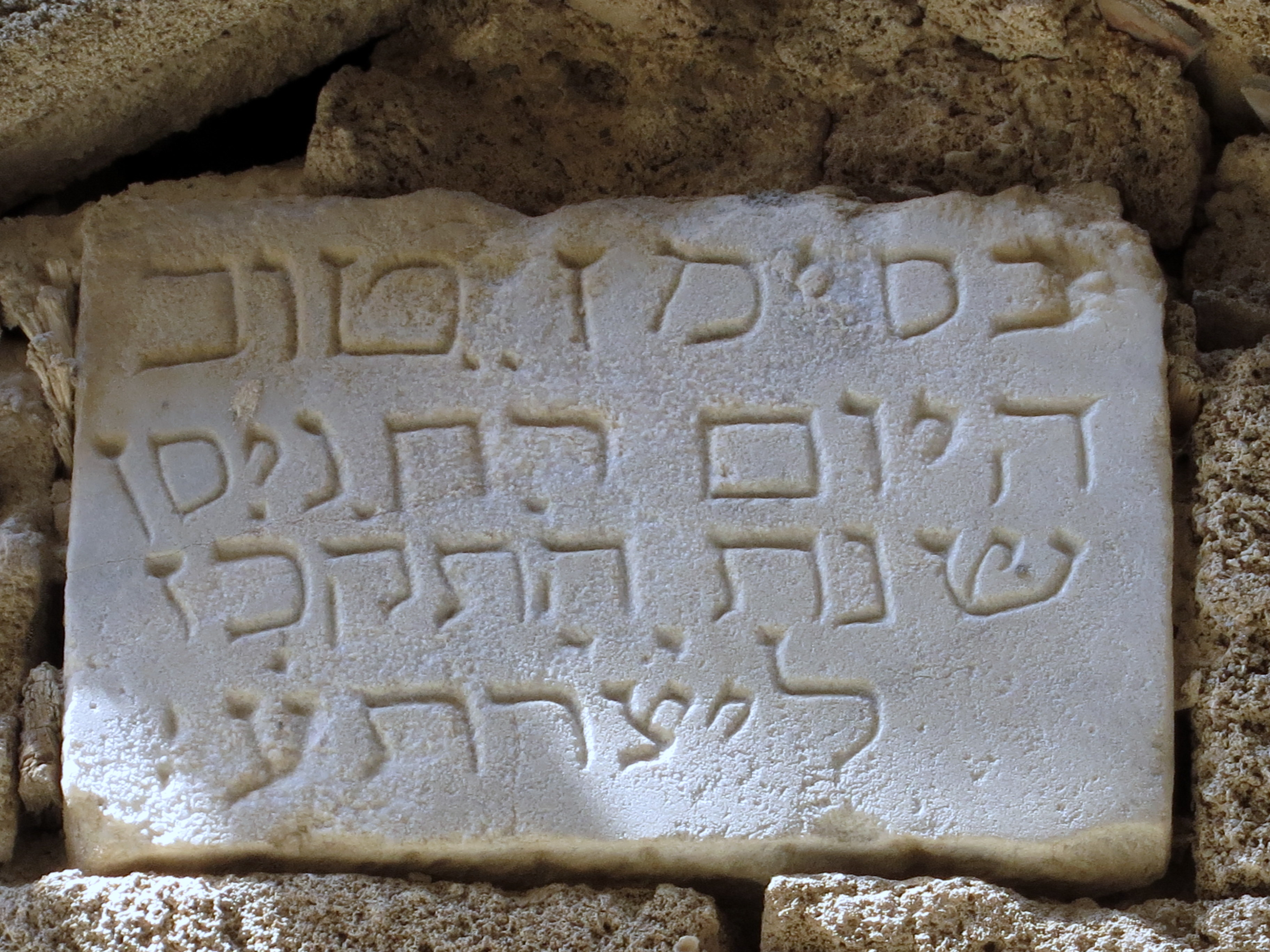
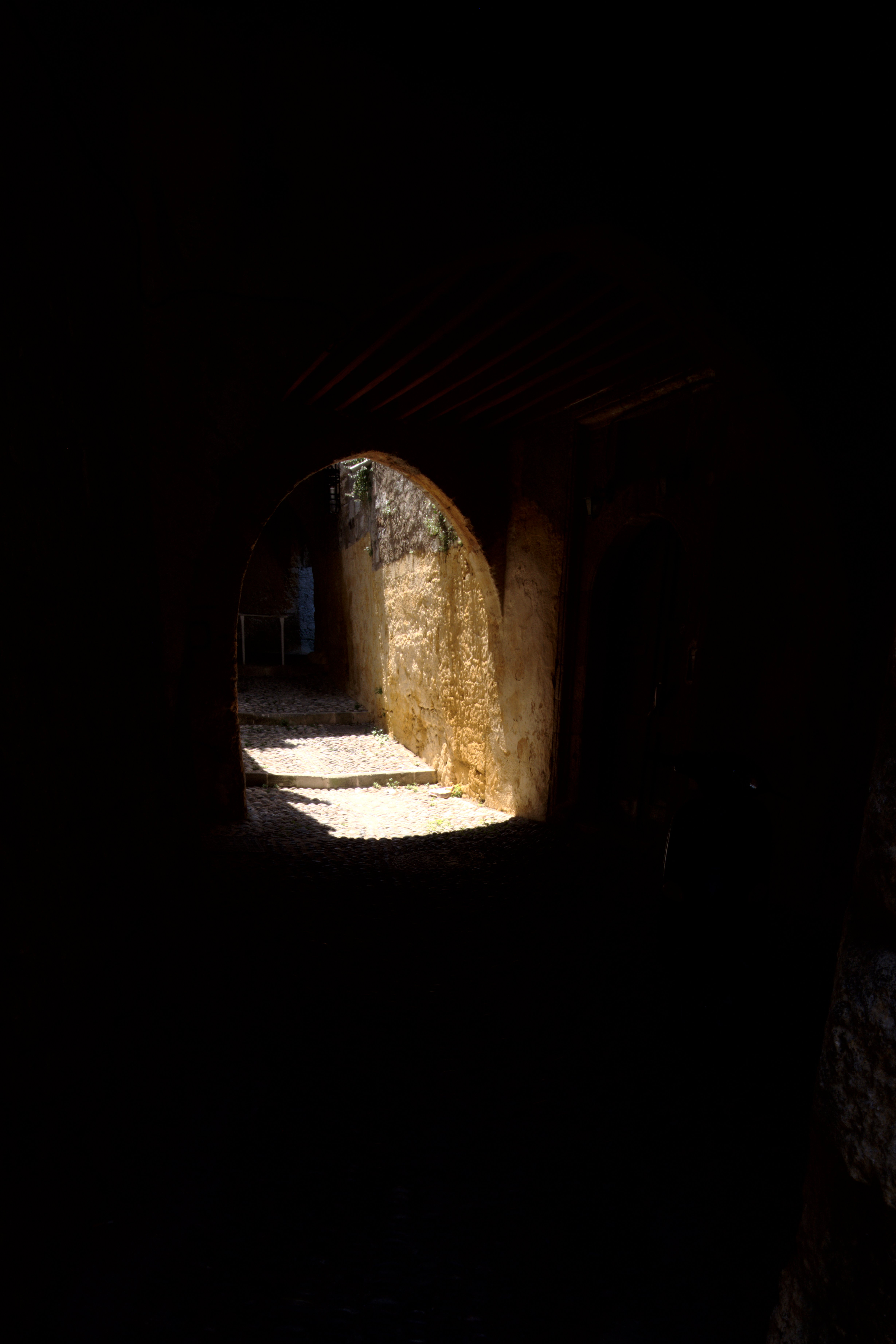
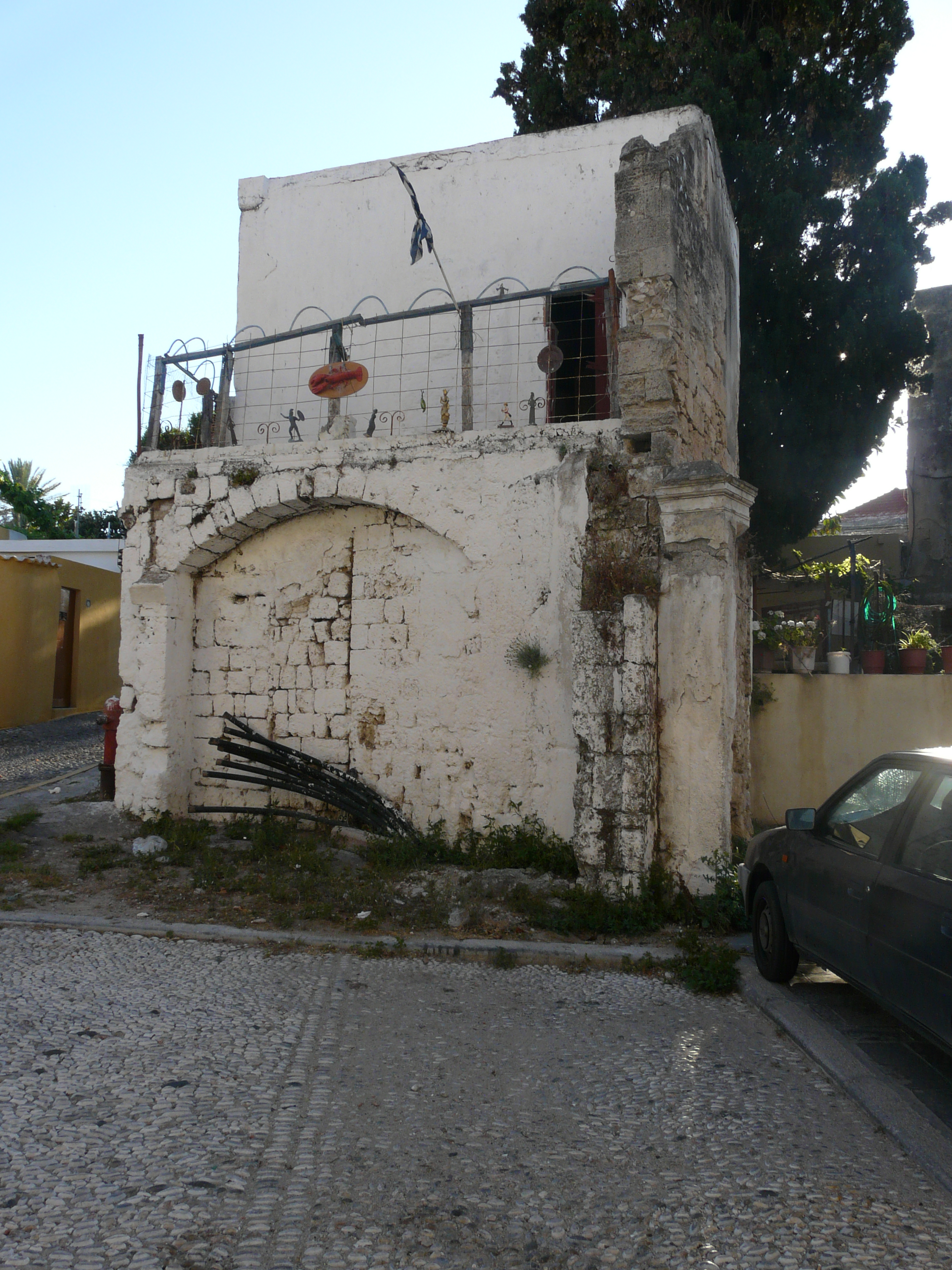
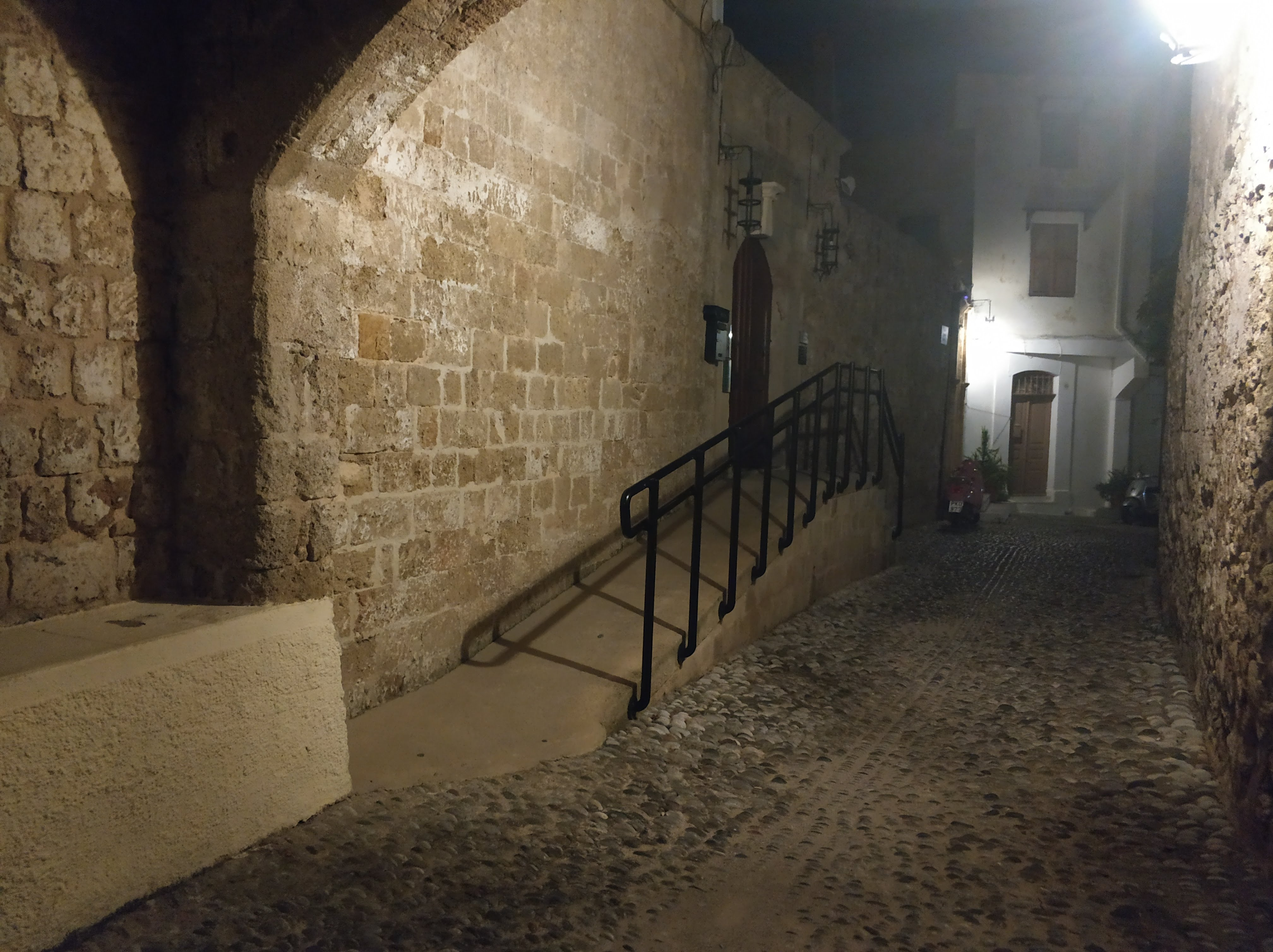